# Liste der Monuments historiques in Thoisy-le-Désert
Die Liste der Monuments historiques in Thoisy-le-Désert führt die Monuments historiques in der französischen Gemeinde Thoisy-le-Désert auf.

## Liste der Immobilien
| Bezeichnung       | Beschreibung            | Standort                                                   | Kennzeichnung | Schutzstatus | Datum | Bild           |
| ----------------- | ----------------------- | ---------------------------------------------------------- | ------------- | ------------ | ----- | -------------- |
| Friedhofskreuz    | Stein, 16. Jahrhundert  | Thoisy-le-Désert, rue de l’Eglise, auf dem Friedhof (Lage) | PA00112697    | Inscrit      | 1925  | weitere Bilder |
| Kirche St-Maurice | aus dem 12. Jahrhundert | Thoisy-le-Désert, rue de l’Eglise (Lage)                   | PA00112698    | Classé       | 1922  | weitere Bilder |

## Liste der Objekte
| Bezeichnung                                                        | Beschreibung                                                                      | Standort                                          | Kennzeichnung | Schutzstatus | Datum | Bild |
| ------------------------------------------------------------------ | --------------------------------------------------------------------------------- | ------------------------------------------------- | ------------- | ------------ | ----- | ---- |
| Skulptur Madonna mit Kind                                          | Holz, farbig gefasst, Ende des 12. Jahrhunderts; 1976 gestohlen, 2023 restituiert | Thoisy-le-Désert, in der Kirche St-Maurice (Lage) | PM21002346    | Classé       | 1913  |      |
| Skulptur Heiliger Antonius der Große (1)                           | Kalkstein, farbig gefasst, zweite Hälfte des 15. Jahrhunderts                     | Thoisy-le-Désert, in der Kirche St-Maurice (Lage) | PM21002347    | Classé       | 1913  |      |
| Pietà                                                              | Kalkstein, farbig gefasst, zweite Hälfte des 15. Jahrhunderts                     | Thoisy-le-Désert, in der Kirche St-Maurice (Lage) | PM21002348    | Classé       | 1913  |      |
| Skulptur Heilige Margaretha                                        | Kalkstein, farbig gefasst, zweite Hälfte des 15. Jahrhunderts                     | Thoisy-le-Désert, in der Kirche St-Maurice (Lage) | PM21002349    | Classé       | 1913  |      |
| Gedenkinschrift zur Stiftung einer Kapelle                         | Kalkstein, bezeichnet 1368                                                        | Thoisy-le-Désert, in der Kirche St-Maurice (Lage) | PM21002350    | Classé       | 1919  |      |
| Skulptur Verkündigungsengel                                        | Kalkstein, farbig gefasst, 16. Jahrhundert                                        | Thoisy-le-Désert, in der Kirche St-Maurice (Lage) | PM21002351    | Classé       | 1919  |      |
| Prozessionskreuz                                                   | Kupfer, versilbert, 17. Jahrhundert                                               | Thoisy-le-Désert, in der Kirche St-Maurice (Lage) | PM21002352    | Classé       | 1919  |      |
| Skulptur Erzengel Michael                                          | Kalkstein, 16. Jahrhundert                                                        | Cercey, in der Kapelle St-Georges (Lage)          | PM21002353    | Classé       | 1931  |      |
| Skulptur Heiliger Mauritius                                        | Aufsatz eines Prozessionsstabs; Holz, farbig gefasst, 17. Jahrhundert             | Thoisy-le-Désert, in der Kirche St-Maurice (Lage) | PM21002354    | Classé       | 1983  |      |
| Gemälde Heiliger Paulus von Theben und heiliger Antonius der Große | Ölfarbe auf Leinwand, 17. Jahrhundert                                             | Thoisy-le-Désert, in der Kirche St-Maurice (Lage) | PM21002355    | Classé       | 1983  |      |
| Kelch und Patene                                                   | Silber, zweite Hälfte des 17. Jahrhunderts, Goldschmied Michel-Louis Monnier      | Thoisy-le-Désert, in der Kirche St-Maurice (Lage) | PM21002356    | Classé       | 1983  |      |
| Skulptur Heiliger Antonius der Große (2)                           | Kalkstein, Mitte des 17. Jahrhunderts                                             | Thoisy-le-Désert, in der Kirche St-Maurice (Lage) | PM21002357    | Classé       | 1983  |      |
| Gemälde Mariä Himmelfahrt                                          | Ölfarbe auf Leinwand, 1704                                                        | Thoisy-le-Désert, in der Kirche St-Maurice (Lage) | PM21002358    | Classé       | 1984  |      |